# Činka

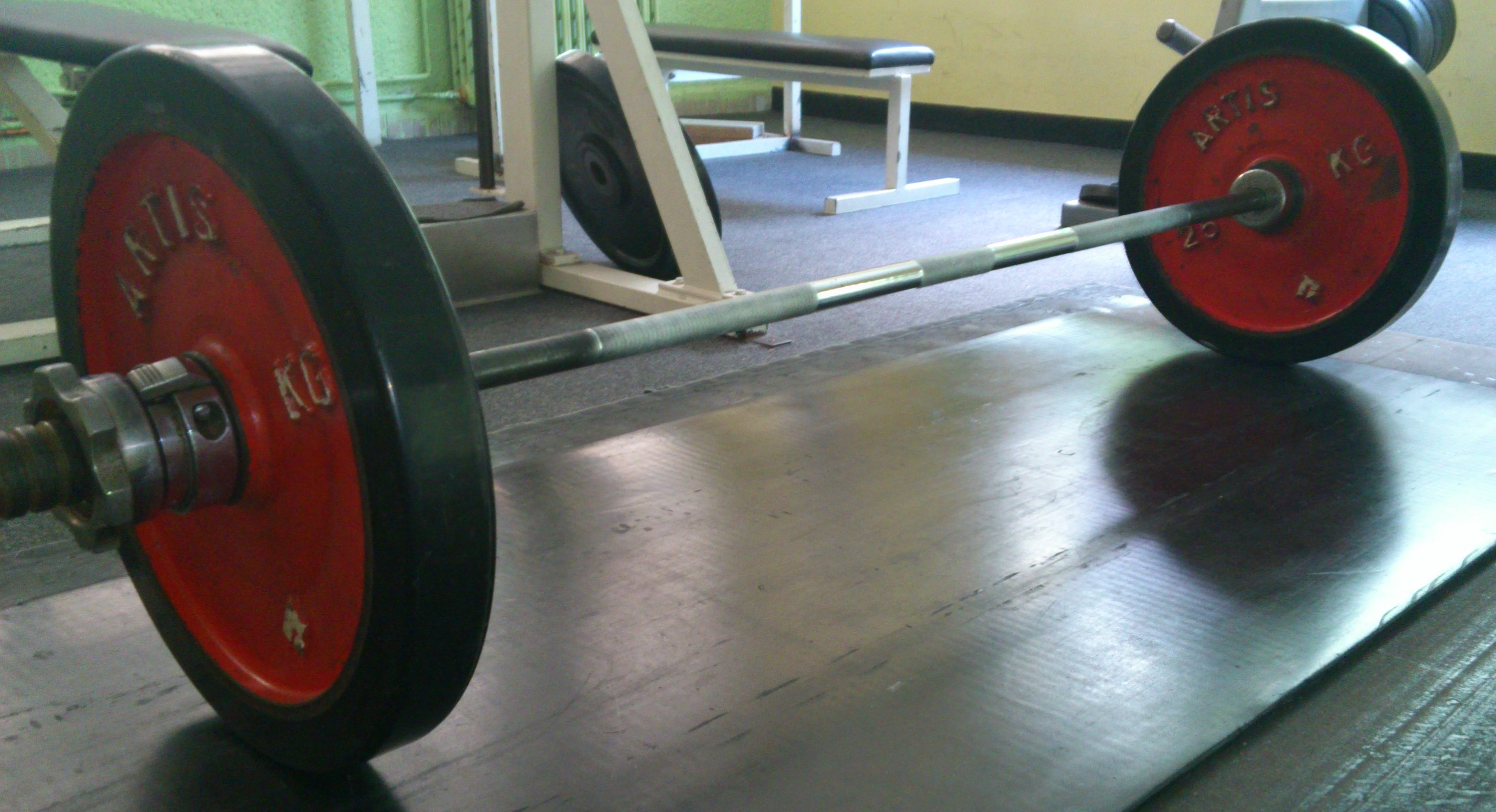
Olympijská činka

Činka je sportovní nářadí sestávající z tyče, která má na každém konci připevněné závaží tvaru koule nebo kotouče. Závaží bývají často snímatelná a tak lze podle potřeby měnit hmotnost činky. 
Lehké činky se používají v gymnastice a při kondičním tréninku. Těžké činky se používají v těžké atletice – ve sportech jako je vzpírání či kulturistika.
Některé činky jsou určené pro zvedání jednou rukou (jednoručka), jiné se zvedají oběma rukama (velké činky) a mají osu buď rovnou, nebo zalamovanou (tzv. EZ činka, hovorově ezeta). Závaží jsou obvykle vyrobená z kovu a jsou snímatelná. Připevněná jsou maticí nebo svorkou. Nesnímatelná závaží mohou být plněná i jiným materiálem – pískem nebo vodou.

## Výňatek z pravidel vzpírání vztahující se k olympijské čince
Pouze činky mající normy a osvědčení IWF mohou být použity při vzpěračských soutěžích. Činka se skládá z následujících částí:
1. žerď/osa
2. kotouče
3. uzávěry

- Žerď/osa – Mužská osa váží 20 kg, ženská osa váží 15 kg a musí vyhovovat normám uvedených v Příloze č. 2.
- Kotouče – Kotouče musí splňovat následující požadavky:
  - a) musí mít následující hmotnost a barvy:

| Barvy   | Hmotnost (kg) | Hmotnost (lb) |
| ------- | ------------- | ------------- |
| červená | 25            | 55,12         |
| modrá   | 20            | 44,09         |
| žlutá   | 15            | 33,07         |
| zelená  | 10            | 22,05         |
| bílá    | 5             | 11,02         |
| červená | 2.5           | 5,51          |
| modrá   | 2             | 4,41          |
| žlutá   | 1.5           | 3,31          |
| zelená  | 1             | 2,20          |
| bílá    | 0.5           | 1,10          |

- - b) průměr největšího kotouče: 450 mm s tolerancí ± 1 mm
  - c) kotouče o průměru 450 mm musí být pokryty gumou nebo umělou hmotou a natřeny na obou stranách permanentní barvou, případně natřené na povrchu okraje
  - d) kotouče lehčí než 10 kg mohou být kovové nebo z jiného schváleného materiálu
  - e) všechny kotouče musí mít zřetelné označení své hmotnosti
- Uzávěry – Aby došlo k zabezpečení kotoučů na čince, každá činka musí být vybavena dvěma uzávěry o hmotnosti 2,5 kg pro muže i ženy (uzávěry mohou být navrženy tak, aby bylo umožněno „vnější nakládání“).

- Tolerance pro závodní činky a kotouče:
  - Nominální hmotnost každé součásti o hmotnosti těžší než 5 kg musí být v toleranci od +0,1 kg do −0,05 kg. Částí vážící 5 kg a méně, musí být v toleranci od +10 g do 0 g na část.
  - Tolerance pro tréninkové kotouče:
    - Nominální váha každé součásti musí být v toleranci od ±0,8% (viz příloha č. 3).
    - Tréninkové kotouče musí být vyrobeny ve stejných barvách jako závodní kotouče nebo mohou být černé barvy s odpovídající barvou na okraji. Musí být označeny jako „tréninkové“.
- Závodní činky musí být použity na pódiu, v rozcvičovně a v tréninkové hale. Závodní kotouče jsou používány na pódiu a v rozcvičovně. Tréninkové kotouče mohou být použity v tréninkové hale.
- Činka musí být naložena způsobem: největší a nejtěžší kotouče uvnitř a postupně menší kotouče podle klesající hmotnosti směrem ven. Musí být naloženy tak, aby rozhodčí mohli přečíst váhu jednotlivých kotoučů a na čince musí být zajištěny prostřednictvím uzávěrů.
- Značení na čince – Vzpěračské činky musí mít barevné označení, aby byly snadno rozeznatelné. Mužská činka musí mít modré značení a ženská činka žluté. Tyto barvy odpovídají 20 kg a 15 kg kotoučům.